# Последняя битва Боудикки

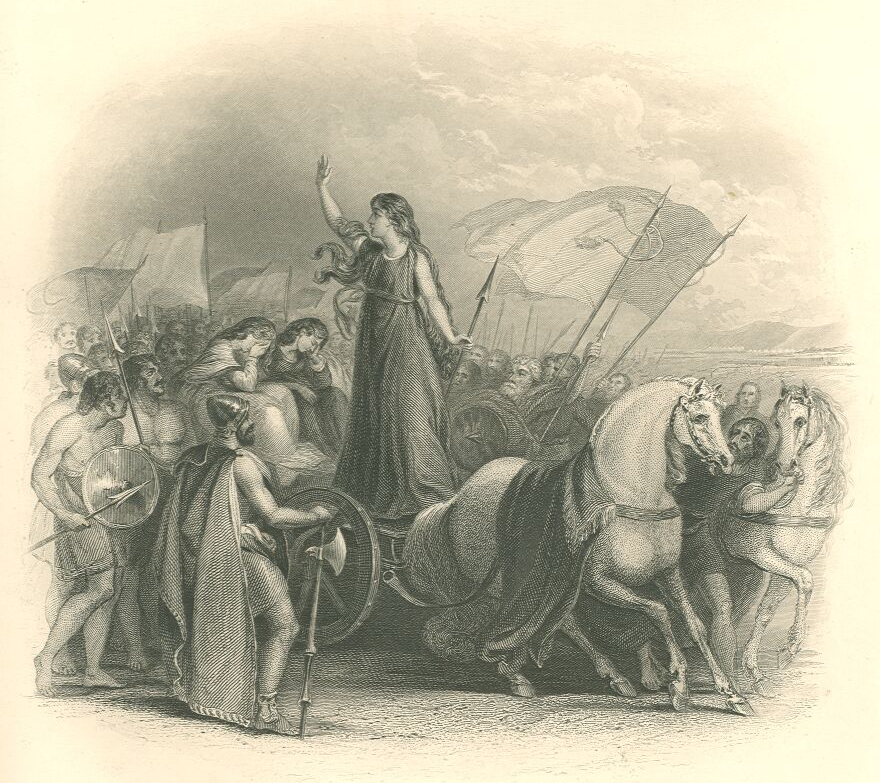
Обращение Боудикки к бриттам. Гравюра 1860 года.

Несмотря на значительное численное превосходство, ицены уступили римлянам вследствие большей дисциплинированности и опытности последних

Битва при Рокстере — сражение, решившее исход восстания иценов под предводительством Боудикки в 60 или 61 г. н. э. Место битвы не установлено — вероятно, где-то между Лондинием и Вироконием (ныне Роксетер в графстве Шропшир), на главной дороге Римской Британии. Приукрашенное описание битвы (с речами действующих лиц, колесницами и т.п.) дано Тацитом в «Анналах».
Предводитель римской армии Гай Светоний Паулин сгруппировал свои силы в Уэст-Мидлендсе. С флангов позиции были окружены лесом. Его силы насчитывали более 10 000 человек, среди которых были четырнадцатый легион, подразделения двадцатого легиона и множество ополченцев. Однако войска Боудикки во много раз превосходили силы Светония.
Тацит пишет, что Боудикка управляла своими войсками с колесницы, обратившись перед битвой к своим людям с речью, в которой просила считать себя не царицей, которая мстит за потерянное царство, а обычной женщиной, мстящей за своё избитое плетьми тело, за поруганное целомудрие дочерей. С её слов, боги были на их стороне, один легион, решившийся противостоять им, они уже разбили, разобьют и другие. 
Однако римляне, более умелые в открытых сражениях, противопоставили числу навыки. В начале сражения римляне обрушили на бриттов, рвавшихся к их рядам, тысячи дротиков. Те римские солдаты, которые избавились уже от дротиков, плотными фалангами разбивали вторую волну бриттского наступления. После этого фаланги были построены клиньями, которые с фронта ударили по бриттам. Не выдержав натиска, бритты побежали, однако путь к отступлению был закрыт обозом с их семьями. Там, у обозов, римляне настигли противника и устроили беспощадную резню.
Тацит пишет, что увидев поражение, Боудикка приняла яд чёрного болиголова. Согласно же Диону Кассию, она заболела после поражения и вскоре умерла.